# 丰岛线
豐島線（日语：／ Toshima sen */?）是一條位於東京都練馬區練馬，連結練馬－豐島園，屬於西武鐵道的鐵路線。西武鐵道的鐵路線之中是全線總距離最短的。雖然豐島線的線名如是，但全線位於練馬區內，而不在於豐島區內。車站編號使用的路線記號為SI。

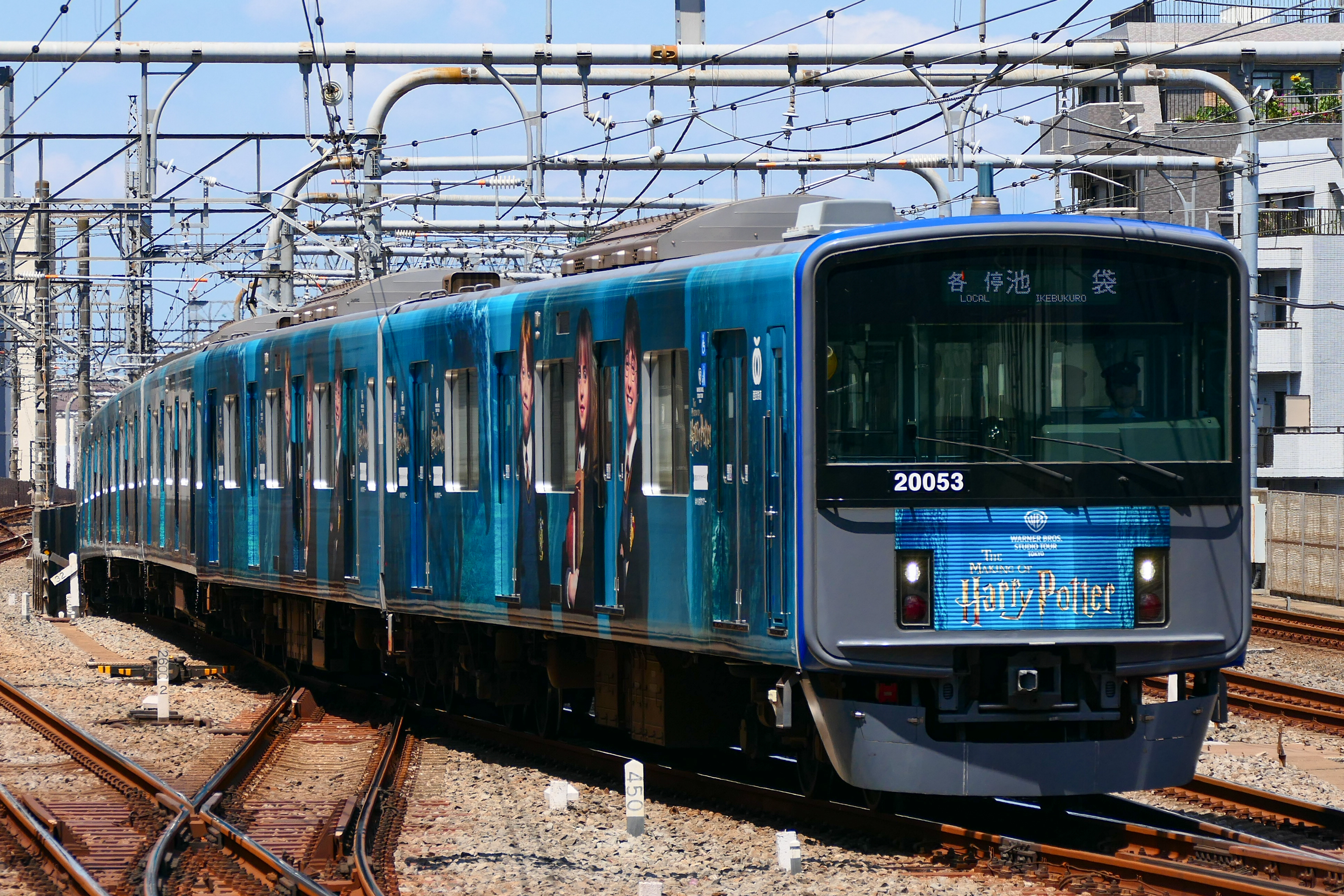
駛入練馬站的西武20000系電聯車(2023年7月)

## 路線資料
- 路線距離（營業距離）：1.0公里
- 軌距：1067毫米
- 站數：2個（包括起終點站）
- 複線路段：沒有（全線單線）
- 電氣化路段：全線（直流1500V高架電纜）
- 閉塞方式：自動閉塞式

## 車站列表
- 參見池袋線車站列表。
- 所有車站均位於東京都練馬區練馬。
- 池袋－練馬段的營業距離為6.0公里。
- 車站編號至2013年3月為止依次引入[1]。

| 車站編號 | 中文站名 | 日文站名 | 英文站名 | 站間距離 | 累計距離 | 接續路線、備註                                                                   | 軌道 |
| -------- | -------- | -------- | -------- | -------- | -------- | -------------------------------------------------------------------------------- | ---- |
| SI06     | 練馬     |          |          | -        | 0.0      | 西武鐵道： 池袋線（直通運行至池袋）、 西武有樂町線 都營地下鐵： 大江戶線（E-35） | ∨    |
| SI39     | 豐島園   |          |          | 1.0      | 1.0      | 都營地下鐵： 大江戶線（E-36）（※沒有連絡運輸）                                   | ∧    |